# Supersportwagen

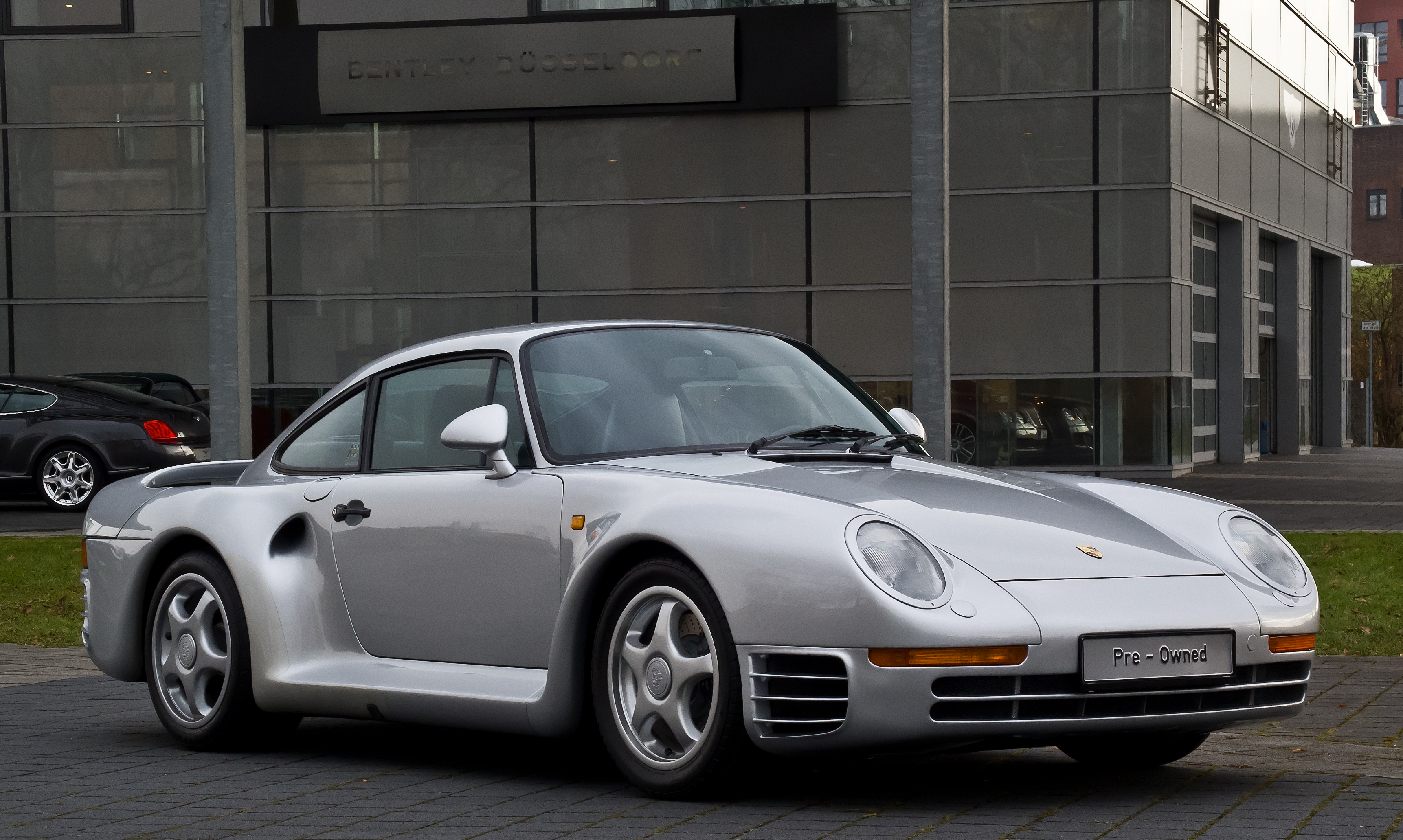
Porsche 959 (1986–1988)

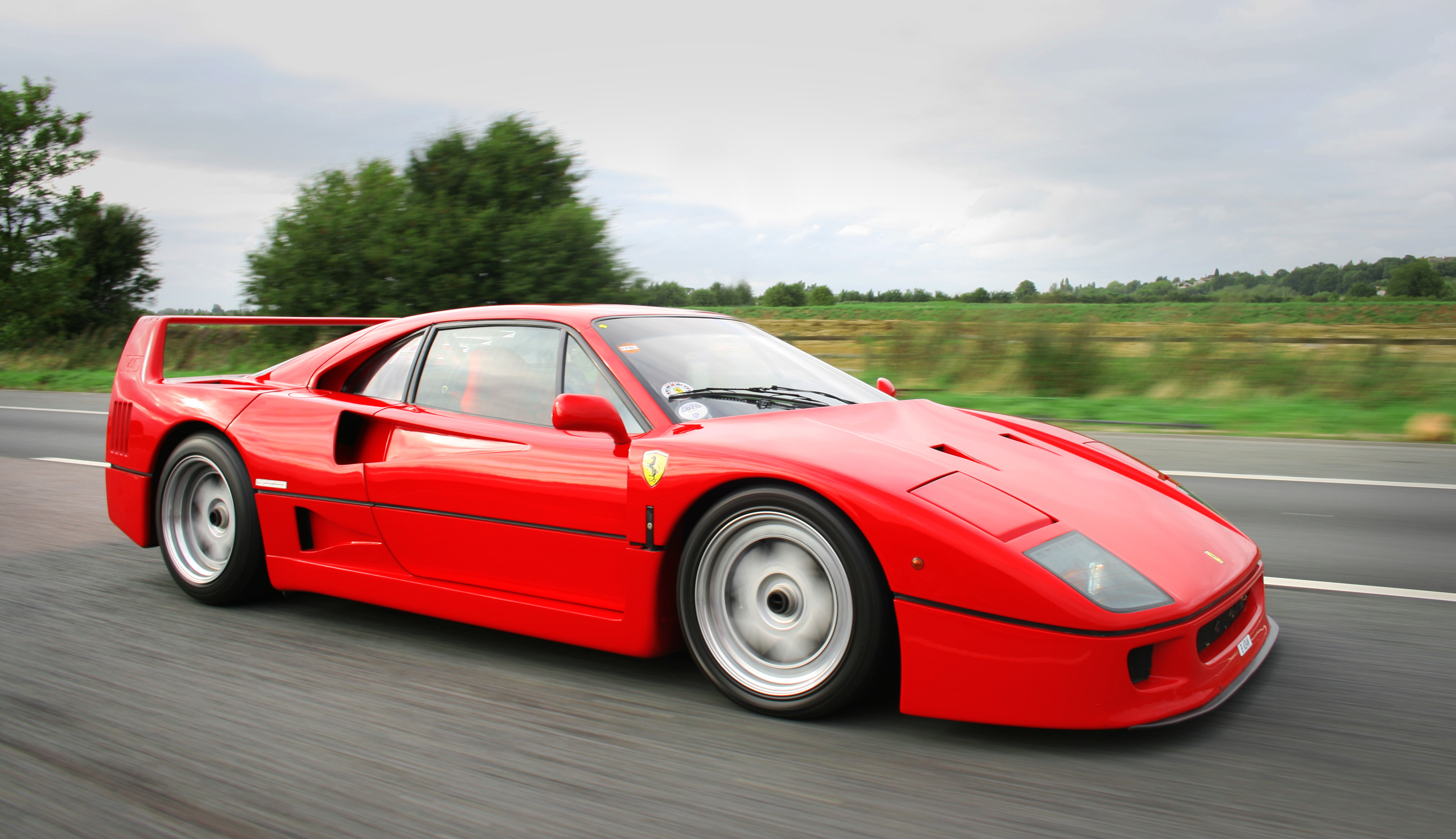
Ferrari F40 (1987–1992)

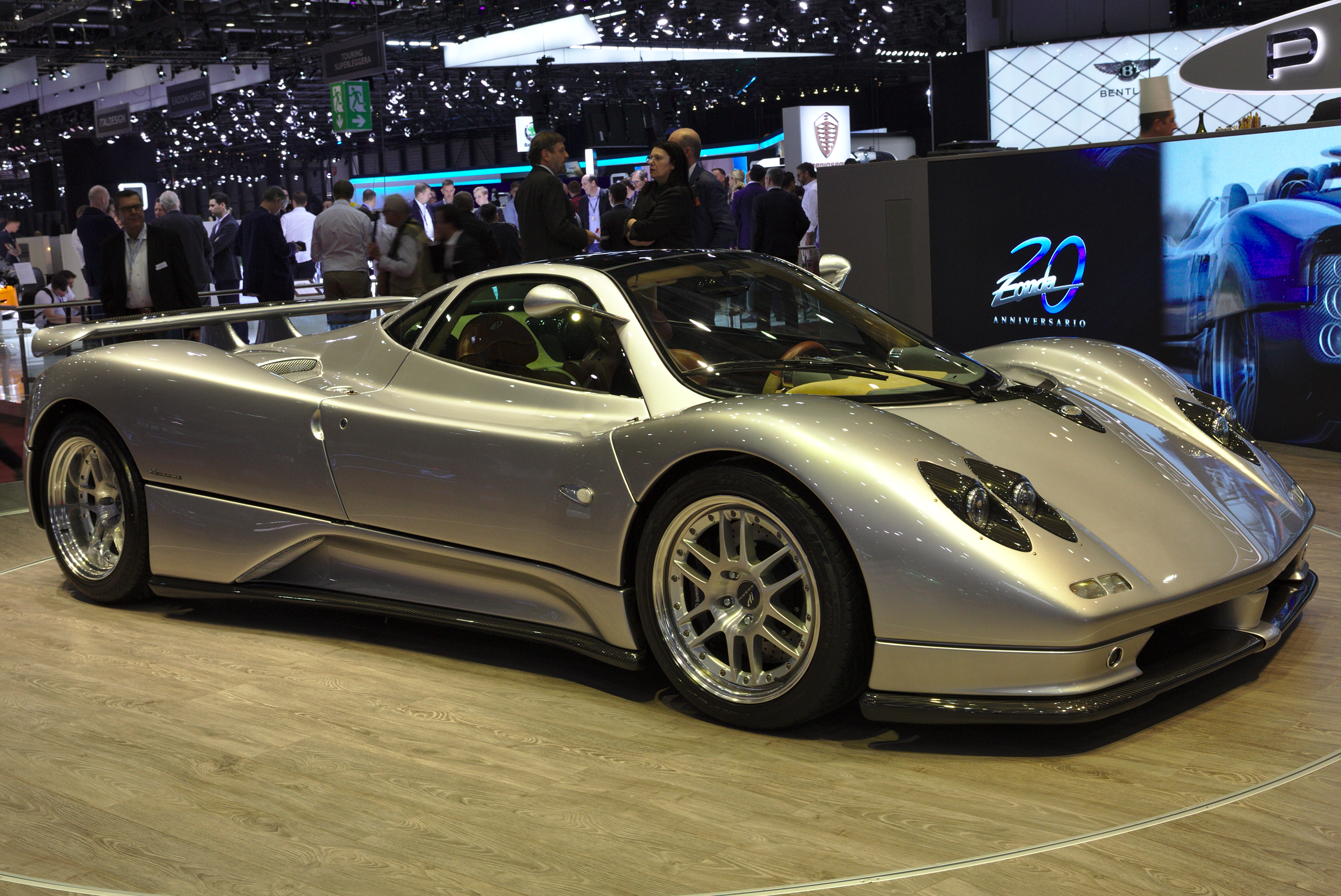
Pagani Zonda (1999–2017)

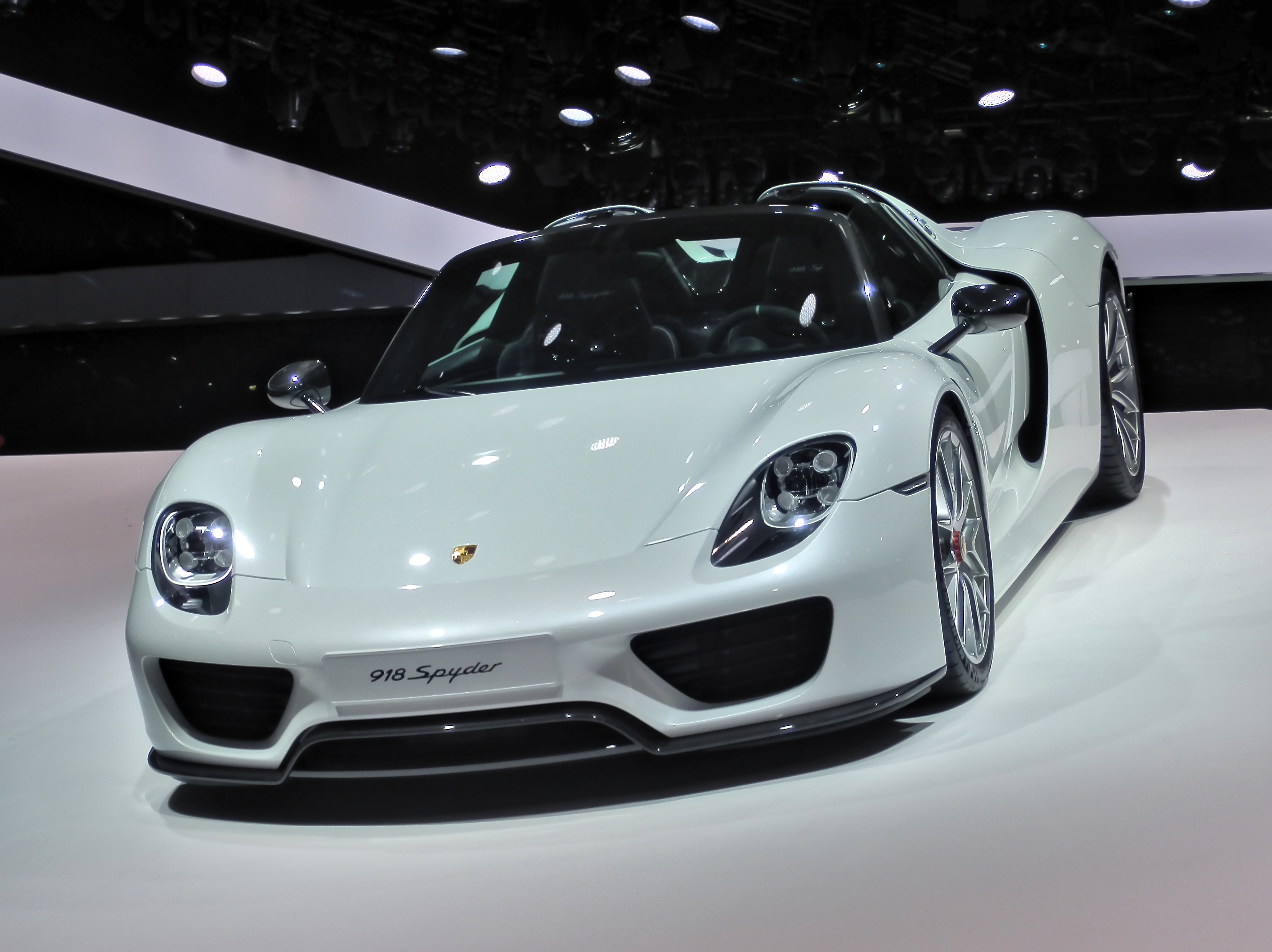
Porsche 918 Spyder (2013–2015)

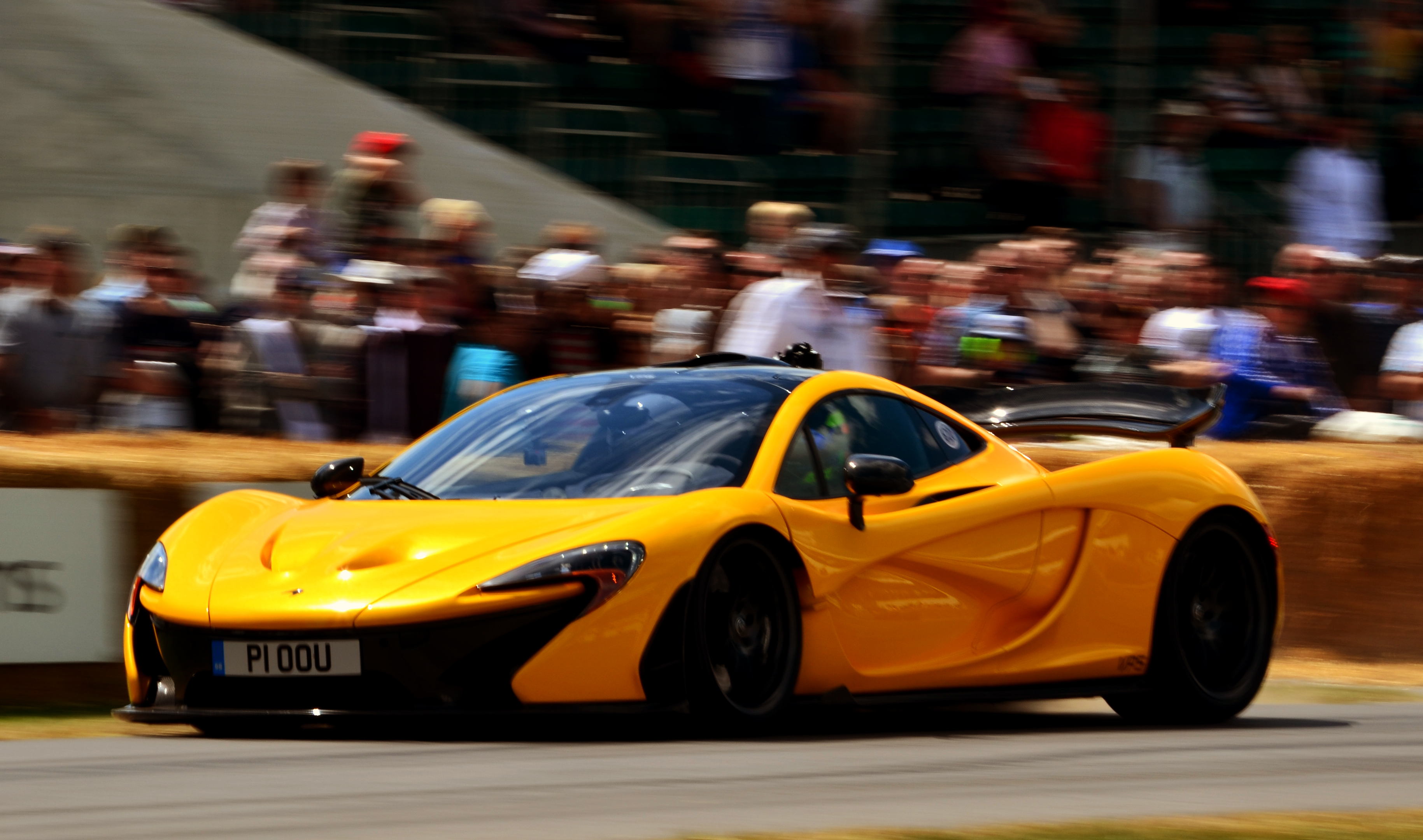
McLaren P1 (2013–2015)

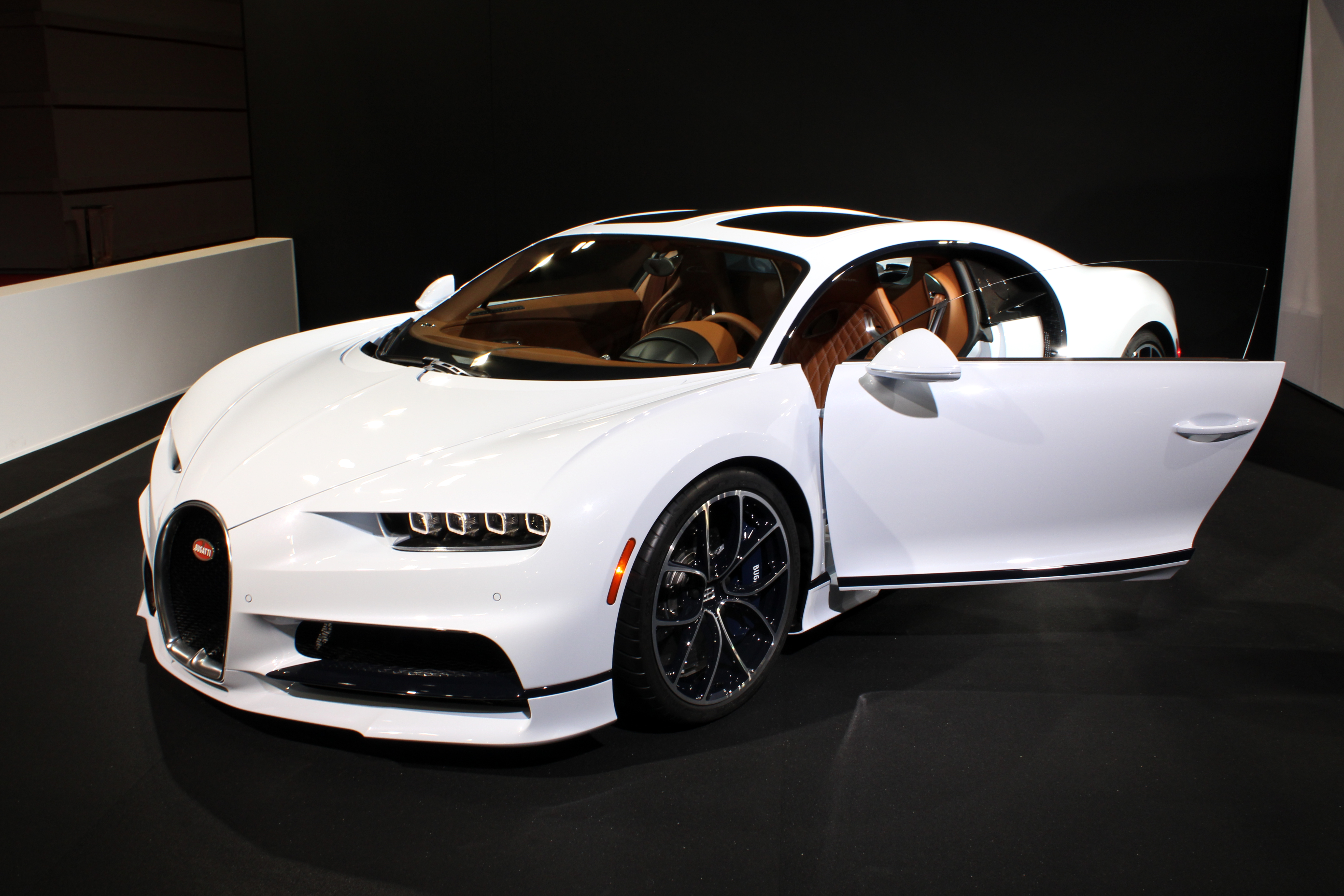
Bugatti Chiron mit Sky-View-Dach

Supersportwagen, seltener Hochleistungssportwagen oder Hypercar ist eine nicht eindeutig definierte Klasse besonders leistungsfähiger Sportwagen, die mehr auf herausragende Fahrleistungen ausgelegt sind als auf Komfort und Alltagstauglichkeit anderer Modelle des Herstellers. Dabei ist das Interieur entsprechend der avisierten Kundenkreise zumeist luxuriös ausgelegt. 
Der Begriff Supersportwagen kam in den 1980er-Jahren als Bezeichnung für besonders leistungsfähige Sportwagen auf. Frühe Vertreter waren etwa der Porsche 959 und der Ferrari F40. Ab den 2010er-Jahren kamen mit Fortschritten im Bereich der E-Mobilität vermehrt auch elektrifizierte Supersportwagen in den Handel, wie der Porsche 918 Spyder oder der McLaren P1.

## Definition
Supersportwagen unterscheiden sich in vielerlei Hinsicht von Alltags- oder Sportwagen.
Als typische Merkmale gelten:
- hohe Beschleunigungswerte (daher Gewichtseinsparungen auch auf Kosten des Komforts)
- hohe Endgeschwindigkeit (deswegen zumeist auf niedrigen cw-Wert optimierte Karosserieform)
- hohe Längs- und Querdynamik
- Einsatz modernster Technik
- hoher Kaufpreis
- hohe Unterhaltskosten
- Produktion in kleinen Stückzahlen (Klein- und Kleinstserien)

Generell können viele Eigenschaften von Supersportwagen mit denen von Seriensportwagen ein oder zwei Generationen später verglichen werden. So wurden beispielsweise die hohen Geschwindigkeiten des Porsche 959 20 Jahre später von einem Serienwagen, dem Porsche 997 Turbo, erreicht. Ein Ferrari F40 wurde in der Endgeschwindigkeit 19 Jahre später vom Ferrari 599 GTB übertroffen.
Supersportwagen gemein ist, dass sie das zu ihrer Zeit technisch Machbare aufzeigen wollen; beispielsweise bringt der 16-Zylinder-Motor des Bugatti Veyron 16.4 den Wagen auf eine Höchstgeschwindigkeit von mehr als 400 km/h. Neben einigen großen Autokonzernen betätigt sich in diesem Segment auch eine Handvoll kleiner Manufakturen wie Gumpert, Koenigsegg und Pagani. Die Fahrzeuge werden meist in Handarbeit und nicht am Fließband gefertigt. Dabei beträgt die Anzahl der produzierten Autos pro Jahr meist um die hundert Stück.

### Hypercar
Sowohl im Englischen als auch im Deutschen etabliert sich zudem zunehmend der Begriff des Hypercar (etwa Hyper-Auto; vom altgriechischen Präfix ὑπέρ- „über“, „hinaus“ und englisch car „Auto“). Damit werden nach gängigem Verständnis solche Fahrzeuge bezeichnet, die zu einem gegebenen Zeitpunkt die leistungsmäßige „Spitze“ unter den Supersportwagen bilden. Weiterhin werden die Verwendung jeweils neuester Technologie und Materialien, einer (selbst im Vergleich zu „regulären“ Supersportwagen) streng limitierte Stückzahl und einem nochmals höheren Kaufpreis als Merkmale genannt. Hypercars sind also die leistungsmäßig stärksten Vertreter der Supersportwagen.
Der Begriff Hypercar ist allerdings sowohl im deutschen als auch im englischen Sprachgebrauch nicht genau definiert und dient in der Praxis eher Marketingzwecken der Hersteller, die damit eine höhere Leistung, Exklusivität und Fortschrittlichkeit ihrer Modelle im Vergleich zu ähnlichen Fahrzeugen suggerieren wollen. Der Begriff ist außerdem deshalb problematisch, da Hypercars per Definition diese Bezeichnung eigentlich verlieren, sobald sie von neu entwickelten Modellen leistungsmäßig übertroffen werden. Somit steht der Begriff in einem ähnlichen Verhältnis zu Supersportwagen, wie Supersportwagen zu „normalen“ Sportwagen. 

## Liste der Supersportwagen
Nachfolgend nur Fahrzeuge mit Straßenzulassung, die in den freien Verkauf gelangten (keine Prototypen). Im Allgemeinen ist nur die jeweils leistungsfähigste Version genannt; oft wird auch das Basisfahrzeug bereits als Supersportwagen betrachtet.

### 1950er Jahre
- Aston Martin DB2 Vantage
- Ferrari 250 Testa Rossa
- Jaguar D-Type
- Mercedes-Benz 300 SL
- Pegaso Z-102
- Veritas RS

### 1960er Jahre
- Aston Martin DB4 GT Zagato
- Bizzarrini GT 5300
- Ferrari 500 Superfast
- Ford GT40
- Iso Grifo 7 Litri (GL 400) und Can Am
- Lamborghini Miura SVJ
- Lola T70
- Maserati Ghibli
- Shelby Cobra

### 1970er Jahre
- BMW M1
- De Tomaso Pantera
- Ferrari 512 BB
- Lamborghini Countach
- Maserati Bora

### 1980er Jahre
- Aston Martin V8 Zagato
- Cizeta V16T
- Ferrari 288 GTO
- Ferrari F40
- Porsche 959
- Ruf BTR
- Ruf CTR

### 1990er Jahre
- Bugatti EB110 SS
- Dauer 962 LM
- Ferrari F50
- Ruf CTR2 /CTR2 SPORT
- Isdera Commendatore 112i
- Jaguar XJ220 S
- Lamborghini Diablo
- Lister Storm GT
- McLaren F1
- Mercedes-Benz CLK GTR
- Porsche 911 GT1
- Vector W8 Twin Turbo

### 2000er Jahre
Alle Angaben beziehen sich auf das jeweils stärkste Modell.
| Modell                            | Leistung (kW) | Leistung (PS) | Höchst- geschwindigkeit (km/h) | Beschleunigung 0 auf 100 km/h (s) |
| --------------------------------- | ------------- | ------------- | ------------------------------ | --------------------------------- |
| Aston Martin One-77               | 559           | 760           | 355                            | 3,5                               |
| Bristol Fighter T                 | 744           | 1012          | 362                            | 3,5                               |
| Bugatti Veyron 16.4 Super Sport   | 882           | 1200          | 415                            | 2,5                               |
| Corvette ZR1                      | 476           | 647           | 330                            | 3,2                               |
| Ferrari Enzo Ferrari              | 485           | 660           | 355                            | 3,65                              |
| Ford GT                           | 405           | 550           | 340                            | 3,9                               |
| Gumpert Apollo                    | 588           | 800           | 360                            | 3,0                               |
| Koenigsegg CCXR Edition           | 759           | 1032          | 405                            | 2,9                               |
| Lamborghini Murciélago LP670-4 SV | 493           | 670           | 342                            | 3,2                               |
| Lamborghini Reventón              | 478           | 650           | 340                            | 3,4                               |
| Maserati MC12                     | 456           | 624           | 330                            | 3,8                               |
| Mercedes-Benz SL65 Blackseries    | 493           | 670           | 320                            | 3,8                               |
| Mercedes-Benz SLR McLaren 722     | 478           | 650           | 337                            | 3,6                               |
| Mercedes-Benz CLK DTM             | 428           | 582           | 320                            | 3,9                               |
| Nissan GT-R Mk1                   | 357           | 485           | 310                            | 3,5                               |
| Pagani Zonda Cinque               | 498           | 678           | 350                            | 3,4                               |
| Porsche 997 GT2 RS                | 456           | 620           | 330                            | 3,5                               |
| Ruf RT12                          | 478           | 650           | 361                            | 3,4                               |
| Porsche 9ff GT9-R                 | 835           | 1120          | 414                            | 2,9                               |
| Porsche Carrera GT                | 450           | 612           | 330                            | 3,9                               |
| Ruf CTR3                          | 515           | 700           | 375                            | 3,2                               |
| Saleen S7 Twin-Turbo              | 735           | 1000          | 400                            | 3,2                               |
| SSC Ultimate Aero TT' 2009        | 960           | 1305          | 412                            | 2,8                               |

Neben diesen dem klassischen Schema folgenden Typen gibt es einige leichtere Autos mit vergleichbaren Beschleunigungen, die sie aufgrund des geringen Gewichtes mit geringerer Motorleistung erzielen; allerdings erreichen sie i. d. R. bei weitem nicht die hohen Endgeschwindigkeiten der klassischen Hochleistungs-Sportwagen:
- Ariel Atom
- Wrightspeed X1, ein Umbau des Ariel Atom auf Elektroantrieb
- Brooke 300RR
- KTM X-Bow
- BAC Mono
- Caterham

### 2010er Jahre
Alle Angaben beziehen sich auf das jeweils stärkste Modell.
| Modell                               | Leistung (kW) | Leistung (PS) | Höchst- geschwindigkeit (km/h) | Beschleunigung 0 auf 100 km/h (s) |
| ------------------------------------ | ------------- | ------------- | ------------------------------ | --------------------------------- |
| 9ff GT9 Vmax                         | 1029          | 1400          | 437                            | 3,1                               |
| A.T.S. GT                            | 515           | 700           | 332                            | 3,1                               |
| Bugatti Chiron                       | 1103          | 1500          | 420                            | 2,4                               |
| Bugatti Divo                         | 1103          | 1500          | 380                            | 2,4                               |
| Ferrari LaFerrari                    | 708           | 963           | 350                            | 2,9                               |
| Ford GT                              | 483           | 656           | 347                            | 2,8                               |
| GTA Spano                            | 680           | 925           | 370                            | 2,9                               |
| Hennessey Venom GT                   | 928           | 1261          | 442                            | 2,5                               |
| Koenigsegg Agera R                   | 846           | 1115          | 442                            | 2,9                               |
| Koenigsegg One:1                     | 1000          | 1360          | 440                            | 2,8                               |
| Koenigsegg Regera                    | 1110          | 1509          | 410                            | 2,8                               |
| Lamborghini Aventador SVJ            | 566           | 770           | 351                            | 2,8                               |
| Lamborghini Centenario               | 566           | 770           | 350                            | 2,8                               |
| Lamborghini Sián FKP 37              | 602           | 819           | 350                            | 2,8                               |
| Lamborghini Veneno                   | 552           | 750           | 355                            | 2,8                               |
| Lexus LFA                            | 420           | 571           | 325                            | 3,7                               |
| Mazzanti Evantra Millecavalli        | 735           | 1000          | 360                            | 2,7                               |
| McLaren P1                           | 674           | 916           | 350                            | 2,8                               |
| McLaren Senna                        | 588           | 800           | 335                            | 2,8                               |
| Mercedes-Benz SLS AMG (Black Series) | 464           | 631           | 315                            | 3,6                               |
| NIO EP9                              | 1000          | 1360          | 313                            | 2,7                               |
| Nissan GT-R Nismo                    | 441           | 600           | 315                            | 2,8                               |
| Noble M600                           | 492           | 669           | 362                            | 3,0                               |
| Pagani Huayra BC                     | 588           | 800           | 370                            | 3,0                               |
| Porsche 918 Spyder                   | 652           | 887           | 345                            | 2,6                               |
| Porsche 991 GT2 RS                   | 515           | 700           | 340                            | 2,8                               |
| Porsche 997 GT3 RS 4.0               | 368           | 500           | 310                            | 3,9                               |
| Puritalia Berlinetta                 | 710           | 965           | 335                            | 2,7                               |
| Rimac Concept One                    | 900           | 1224          | 355                            | 2,5                               |
| Ruf CTR Anniversary                  | 522           | 710           | 360                            | 3,5                               |
| SSC Ultimate Aero XT                 | 969           | 1318          | 440                            | 2,65                              |
| Sin R1 650                           | 485           | 659           | 350                            | 2,5                               |
| VLF Force 1                          | 548           | 745           | 350                            | 3,0                               |
| W Motors Fenyr Supersport            | 596           | 810           | 395                            | 2,7                               |
| W Motors Lykan HyperSport            | 582           | 791           | 385                            | 2,8                               |
| Zenvo TSR-S                          | 878           | 1194          | 325                            | 2,8                               |

### Ab 2020
Alle Angaben beziehen sich auf das jeweils stärkste Modell.
| Modell                            | Leistung (kW) | Leistung (PS) | Höchst- geschwindigkeit (km/h) | Beschleunigung 0 auf 100 km/h (s) |
| --------------------------------- | ------------- | ------------- | ------------------------------ | --------------------------------- |
| Aion Hyper SSR                    | 900           | 1225          | 251                            | 1,9                               |
| Aston Martin Valkyrie             | 849           | 1155          | 355                            | 2,5                               |
| Bugatti Centodieci                | 1176          | 1600          | 380                            | 2,4                               |
| Ferrari SF90 Stradale XX Stradale | 758           | 1030          | 320                            | 2,3                               |
| Ferrari Daytona SP3               | 619           | 840           | 340                            | 2,85                              |
| Hennessey Venom F5                | 1355          | 1842          | >400                           | 2,6                               |
| Hispano Suiza Carmen Boulogne     | 820           | 1114          | 290                            | 2,6                               |
| KTM X-Bow GTX-XR                  | 441           | 600           | 280                            | 3,5                               |
| Lamborghini Countach              | 599           | 814           | 355                            | 2,8                               |
| Lamborghini Revuelto              | 747           | 1015          | 350                            | 2,5                               |
| Lotus Evija                       | 1471          | 2000          | 320                            | 2,9                               |
| McLaren 765LT                     | 563           | 765           | 330                            | 2,8                               |
| Mercedes-AMG One                  | 782           | 1063          | 352                            | 2,9                               |
| Pagani Utopia                     | 635           | 864           | 351                            | 3,1                               |
| Pininfarina Battista              | 1397          | 1900          | 350                            | 1,86                              |
| Rimac Nevera                      | 1408          | 1914          | 412                            | 1,97                              |
| SSC Tuatara                       | 1305          | 1774          | 475                            | 2,5                               |
| Yangwang U9                       | 960           | 1306          | 309                            | 2,4                               |